# Большой Лиссабон
Большой Лиссабон — городская агломерация в Португалии, включающая в себя город Лиссабон и прилегающие к нему промышленные города-спутники. Данная агломерация обладает определённой административной автономией. 
Население около 3 млн человек, 11-я по населению городская агломерация Европы. 
В Большой Лиссабон входят следующие муниципалитеты:
1. Алкошете
2. Алмада
3. Амадора
4. Баррейру
5. Вила-Франка-де-Шира
6. Кашкайш
7. Лиссабон
8. Лореш
9. Мафра
10. Мойта
11. Монтижу
12. Одивелаш
13. Оейраш
14. Палмела
15. Сезимбра
16. Сейшал
17. Сетубал
18. Синтра